# إدوارد كاسل
إدوارد كاسل (بالألمانية: Eduard Castle)‏ هو مؤرخ أدبي نمساوي، ولد في 7 نوفمبر 1875 في فيينا في النمسا، وتوفي بنفس المكان في 8 يونيو 1959.